# Bulbophyllum imbricans
Bulbophyllum imbricans là một loài phong lan thuộc chi Bulbophyllum.